# 杜姆古尔
杜姆古尔（Tumkur ತುಮಕೂರು）处于处于印度卡纳塔克邦的东部，接壤安得拉邦。

## 人口
该地2001年总人口248592人，其中男性129215人，女性119377人；0—6岁人口26543人，其中男13505人，女13038人；识字率74.67%，其中男性为78.92%，女性为70.07%。